# 로베르토 도나도니
로베르토 도나도니(이탈리아어: Roberto Donadoni, 1963년 9월 9일, 이탈리아 치사노베르가마스코 ~ )는 이탈리아의 옛 축구 선수이며, 현재 축구 감독이다.
빠른 발과 체력, 공격 전개 능력, 볼 배급, 기술로 유명했던 완벽한 미드필더였던 그는 1980년대와 90년대 초의 이탈리아 축구 국가대표팀과 AC 밀란의 핵심 기둥이였고 뉴욕/뉴저지 메트로스타스에서 두 시즌을 뛰었던 메이저 리그 사커의 개척자 중 한 명이다. 도나도니는 빠르고 재능있으며, 근면한 윙어였으며, 비록 그가 왼쪽에서 자주 뛰었지만, 미드필더 지역 어느 곳에 두더라도 잘 뛰었던 선수였다. 그는 경력 전체 동안에 볼을 다루는 능력이나 기술, 창의성 같은 기술적인 능력에서는 최정상에 있었고, 드리블을 하며 달리때는 페인트 동작으로 상대방을 무력화시켰으며, 또한 정확하게 크로스를 날리는 희귀한 능력을 지녔으며, 게다가 먼거리에서도 강력한 슛을 날릴 수 도 있었다.
도나도니는 2006년 FIFA 월드컵을 우승시키고 사임한 마르첼로 리피 감독을 이어, 이탈리아 축구 국가대표팀의 감독으로 부임하였다. 그가 감독으로 있던 UEFA 유로 2008 당시에, 이탈리아는 8강에 진출했지만, 스페인에게 패배하였다. 2008년 6월 26일, 도나도니는 2008년 유로 대회가 시작쯤에 재계약을 했었지만, 이탈리아가 준결승에 진출을 못할 경우 계약이 종료된다는 조항에 따라 경질되었다. 그의 자리는 전임 감독이였던 마르첼로 리피로 대체되었다.

## 수상 내역
클럽
 AC 밀란
- 세리에 A : 1987-88, 1991-92, 1992-93, 1993-94, 1995-96
- 세리에 A 준우승 : 1989-90, 1990-91
- 코파 이탈리아 준우승 : 1989-90
- 수페르코파 이탈리아나 : 1988, 1992, 1993, 1994
- 수페르코파 이탈리아나 준우승 : 1996
- UEFA 챔피언스리그 : 1988-89, 1989-90, 1993-94
- UEFA 챔피언스리그 준우승 : 1992-93, 1994-95
- UEFA 슈퍼컵 : 1989, 1990, 1994
- UEFA 슈퍼컵 준우승 : 1993
- 인터콘티넨털컵 : 1989, 1990
- 인터콘티넨털컵 준우승 : 1993, 1994

대표팀
 이탈리아
- UEFA 유로 1988 4강
- 1990년 FIFA 월드컵 3위
- 1994년 FIFA 월드컵 준우승

개인
- 1990년 FIFA 월드컵 올스타 팀